# Libnotes pavo
Libnotes pavo là một loài ruồi trong họ Limoniidae. Chúng phân bố ở miền Australasia.